# Dana Bryant
Dana Bryant, née en 1964, est une poétesse, chanteuse américaine, proche du jazz, du slam et du rap (les spécialistes ont du mal à l'enfermer dans un seul style). Elle est connue pour avoir créé « The Jackal », une composition avec Ronny Jordan, rendue très populaire par une reprise dans la série américaine À la Maison-blanche. 
Née à Brooklyn, d'une mère enseignante, elle est diplômée en littérature anglaise. Influencée par Gil Scot-Heron et William Carlos Williams, elle se lance dans le jazz et le slam. 
Elle joue avec le groupe Giant Step, et chante en compagnie de KRS1, Heather B, le poète jamaïcain Muta Baruka, les Last Poets, Queen Latifah, Zap Mama et PM Dawn. Elle est la première femme à remporter le championnat du “Grand Slam” du Nuyorican Poets Café de New York.
En 1993, elle enregistre « The Jackal » avec Ronny Jordan sur l'album The Quiet Revolution. Vingt ans plus tard, la chanson connaît une popularité inattendue quand elle est reprise dans la série américaine À la Maison-blanche (avec une réplique fameuse du personnage principal: « T'es en train de me parler pendant The Jackal? Ne me parle jamais pendant The Jackal! » [Why are you talking to me during the Jackal? Dont talk to me during The Jackal]). Peu après la diffusion, sur Twitter, le porte-parole de la Maison-Blanche demande à l'actrice principale, Allison Janney, de lui apprendre à danser le Jackal. Sur le plateau du Arsenio Hall Show, l'actrice reprend le playback sur les genoux du présentateur.
En 1995, Dana Bryant édite un recueil de poèmes, Song of The Siren. Tales of Rhythm and Revolution (Boulevard Books/Putnam Berkeley). 
En 1996, elle enregistre un album, Wishing From The Top, sur le label Rhino (Warner), comprenant 12 titres : 
| No  | Titre                           | Durée |
| --- | ------------------------------- | ----- |
| 1.  | Heat                            | 4:51  |
| 2.  | Wishing From the Top            | 4:30  |
| 3.  | Heavy Mellow                    | 3:43  |
| 4.  | Cat Daddy (At the Sugah Shack)  | 3:03  |
| 5.  | Bone Simple                     | 3:14  |
| 6.  | Religion                        | 7:34  |
| 7.  | Heat (Slight Return)            | 1:12  |
| 8.  | Food                            | 3:34  |
| 9.  | Electric Skies                  | 2:42  |
| 10. | Dominican Girdles               | 4:01  |
| 11. | Ode to Chaka Khan (Canis Rufus) | 5:37  |
| 12. | Margaret (Second Cousin)        | 6:37  |

En 2001, elle se produit au Printemps de Bourges en compagnie de Laurent de Wilde. Elle participe également à l'album Future 2 Future de Herbie Hancock. 